# Steven M. Bellovin

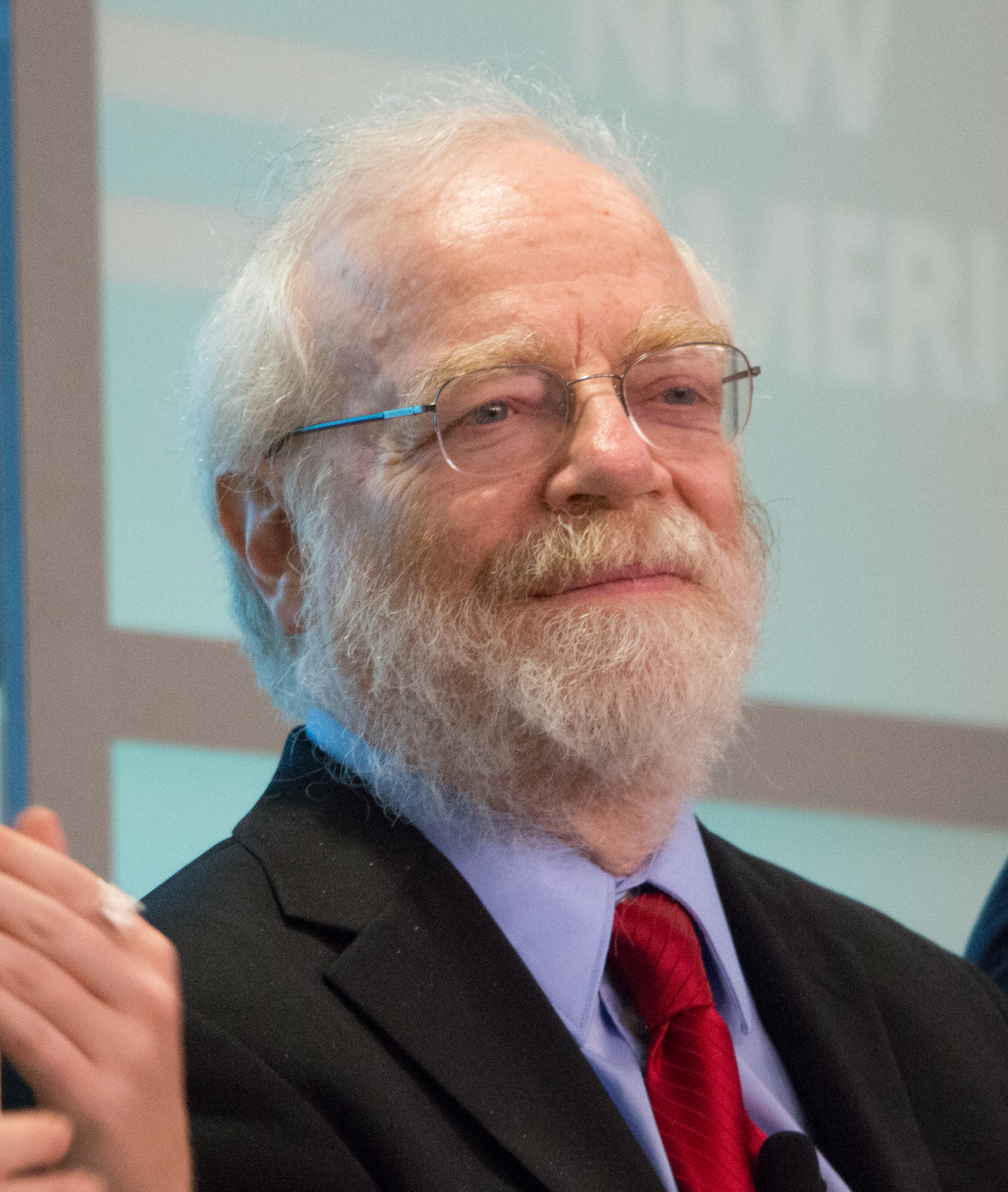
Steven M. Bellovin (2016)

Steven Michael Bellovin (* in Brooklyn, New York City) ist ein US-amerikanischer Forscher im Bereich Rechnernetze und Informationssicherheit. Zurzeit ist er Professor in der Informatik-Fakultät der Columbia University und war vorher Mitarbeiter bei AT&T Labs Research in New Jersey.

## Karriere
Er erhielt den Bachelor of Arts von der Columbia University und den Master of Science sowie den Ph.D. in Informatik von der University of North Carolina at Chapel Hill. Als Masterstudent war er einer der Erfinder von Usenet. Später empfahl er, Gene Spafford solle die Phage mailing list als Reaktion zum Morris-Wurm kreieren. Er und Michael Merritt erfanden die Encrypted-key-exchange-Password-authenticated-key-agreement-Methoden.
Bellovin war in der Internet Engineering Task Force aktiv. Von 1996 bis 2002 war er Mitglied des Internet Architecture Board. Von 2002 bis 2004 war er Mitglied der Internet Engineering Steering Group. Er erkannte einige Schwachstellen im Domain Name System. Diese und weitere Schwachstellen führten zur Entwicklung der DNSSEC.
2001 wurde er von der National Academy of Engineering für seine Arbeiten im Bereich Netzwerke und Sicherheit gekürt. 2007 erhielt er den National Computer Systems Security Award vom National Institute of Standards and Technology und von der National Security Agency.
Er war für die Entdeckung verantwortlich, dass One-Time-Pads bereits 1882 erfunden wurden und nicht wie ursprünglich vermutet 1917. Bellovin ist außerdem NetBSD-Entwickler.

## Schriften
- mit William R. Cheswick: Firewalls and Internet security: repelling the wily hacker, Addison-Wesley, 1994, 2. Auflage (mit Aviel D. Rubin) 2003.
  - Deutsche Übersetzung Firewalls und Sicherheit im Internet: Schutz vor cleveren Hackern, München: Addison-Wesley, 2. Auflage, 2004.
- Thinking Security: Stopping Next Year's Hackers, Addison-Wesley, 2015, ISBN 978-0-134-27754-7.